# Wafi City
Wafi City est un complexe commercial à Dubaï qui inclut un centre commercial, un hôtel cinq étoiles, le Raffles, des restaurants, et une boite de nuit. Il est décoré dans le style de l'Égypte antique avec des colonnes rappelant Karnak, des petites pyramides, des statues monumentales de pharaons, un temple grec rappelant l’époque hellénistique. En sous-sol de la cour centrale, un souk rappelle l'art fatimide.

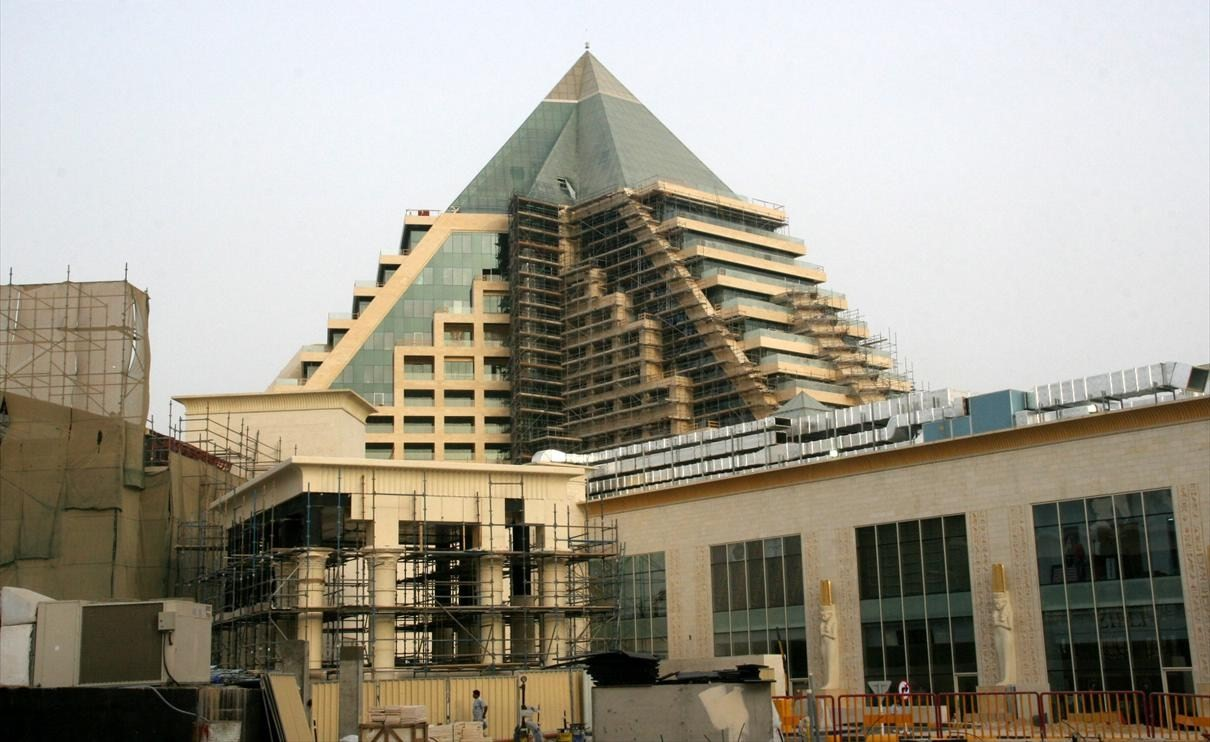
Le Raffles adopte la forme d'une pyramide.